# Final

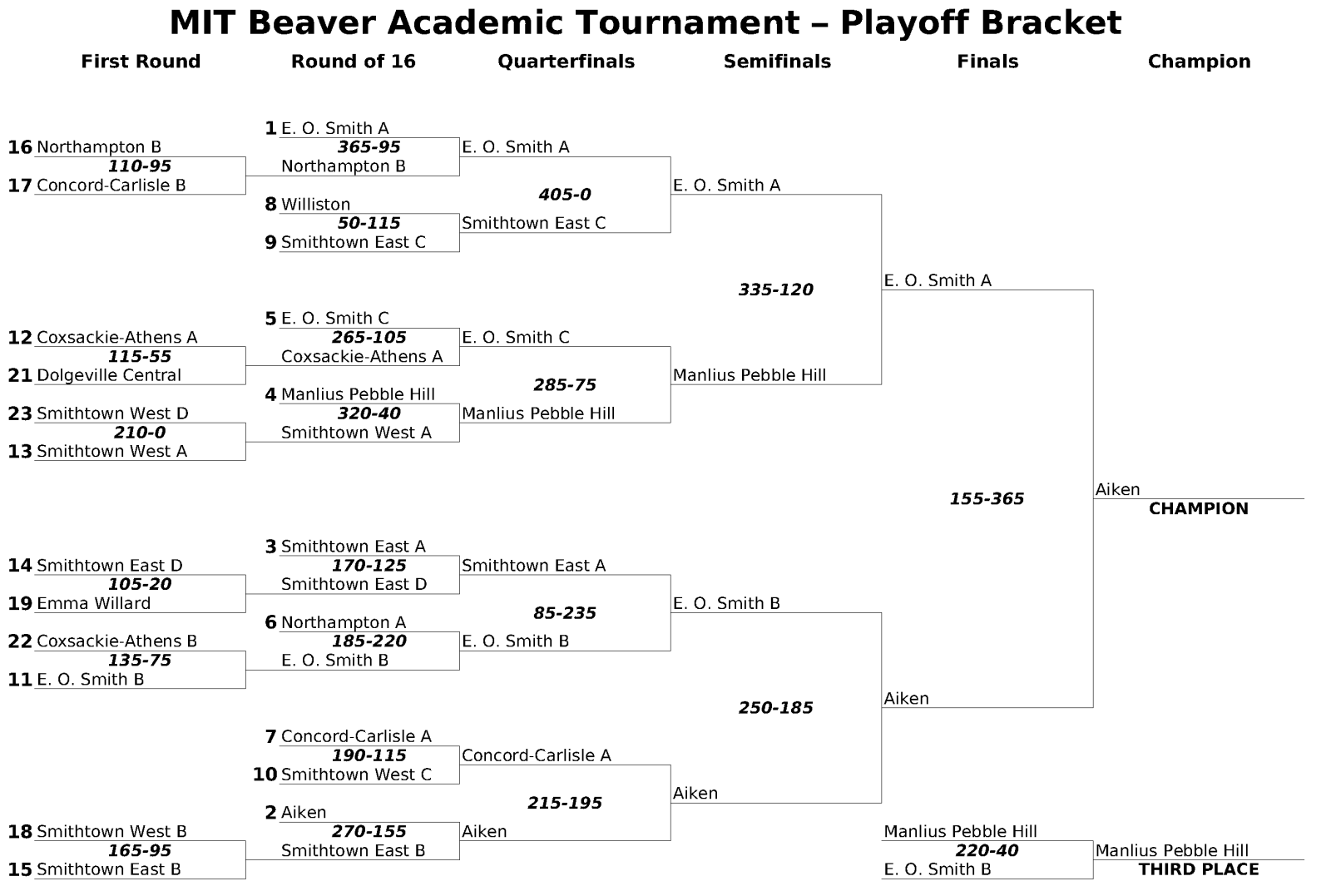
Ett exempel på spelschema i en utslagsturnering med de olika omgångarna fram till det mästarna (Champion) koras

Final kallas slutomgången i cuper och utslagsturneringar då segraren koras (individuellt eller i lag). I tävlingar där finalen består av två tävlande parter har dessa ofta nått finalomgången genom att vinna varsin semifinal. I tävlingar där finalen består av fler än två deltagande parter kan kvalificeringen ha skett på annat sätt, till exempel genom gruppspel, del-finaler eller heats.
Inom vissa sporter spelas finalen i matchserier, till exempel i Svenska Hockeyligan där två lag möts i finalen i bäst av sju matcher. Det lag som först vunnit fyra av de sju finalmatcher koras till svenska mästare.